# 山本一
山本 一（やまもと はじめ、1952年11月25日または12月 - ）は、国文学者。学位は、文学博士（大阪大学・論文博士・2000年）（学位論文「慈円の和歌と思想」）。金沢大学教授。

## 略歴
京都府出身。1975年神戸大学文学部国文科卒、同大学院文学研究科修士課程修了。1982年大阪大学大学院文学研究科博士後期課程単位取得満期退学。1984年「速詠の季節－文治後半の慈円と周辺」ならびに過去の業績で日本古典文学会賞受賞。2000年「慈円の和歌と思想」で大阪大学より文学博士の学位を取得。大阪大学助手、金沢大学教育学部講師、同助教授、同教授、人間社会研究域学校教育系教授。

## 著書
- 『慈円の和歌と思想』和泉書院 1999
- 『藤原俊成 思索する歌びと』三弥井書店 2014
- 『『発心集』と中世文学 主体とことば』和泉書院 2018

編著
- 『中世歌人の心 転換期の和歌観』編 世界思想社 1992

### 校訂など
- 『仙洞十人歌合 他二種 京都府立総合資料館蔵』編 和泉書院影印叢刊 1989
- 『正法輪蔵 金沢大学附属図書館暁烏文庫蔵』編 和泉書院影印叢刊 1994
- 『歌論歌学集成 第7巻 古来風躰抄 無名抄 西行上人談抄 後鳥羽院御口伝』渡部泰明,小林一彦共校注 三弥井書店 2006
- 『慈円和歌文学大系 拾玉集』石川一共著 明治書院 2008-11